# Все маленькие животные (фильм)
«Все маленькие животные» (англ. All the Little Animals) — драматический фильм Джереми Томаса 1998 года с участием Кристиана Бейла и Джона Хёрта по одноимённому роману Уолкера Хэмилтона.
Премьера фильма состоялась в рамках программы «Особый взгляд» на Каннском кинофестивале 1998 года. В широкий прокат он вышел 3 сентября 1999 года.

## Сюжет
История разворачивается вокруг эмоционально сложного парня по имени Бобби (Кристиан Бейл). Он сбегает из дома и покидает Лондон, спасаясь от жестокого отчима (Дэниел Бензали) по прозвищу Толстяк. Молодой человек убежден, что именно плохое обращение Толстяка с его матерью привело к её смерти. Кроме того, отчим убил домашнего мышонка, о котором заботился пасынок, и угрожал засадить самого Бобби в сумасшедший дом. Оказавшись в лесах неподалеку от Корнуолла, беглец встречает пострадавшего в автомобильной аварии старика (Джон Хёрт). который представляется ему как мистер Саммерс. Новый знакомец рассказал, что проводит время в странствиях, хороня по пути сбитых машинами животных, — это мистер Саммерс называет своей работой. Бобби, также любящий животных, заводит дружбу со стариком и становится его помощником. В конце концов они вместе возвращаются в Лондон, чтобы наказать Толстяка.

## В ролях
| Актёр          | Роль                        |
| -------------- | --------------------------- |
| Джон Хёрт      | Мистер Саммерс              |
| Кристиан Бейл  | Бобби Плэтт                 |
| Джон Хиггинс   | Дин                         |
| Дэниэл Бензали | Бернард «Толстяк» де Винтер |
| Джеймс Фолкнер | Мистер Стюарт Уайтсайд      |
| Джон О’Тул     | Лорд Драйвер                |
| Аманда Бойл    | Дес                         |
| Эми Роббинс    | Валери Энн Плэтт            |

## Производство
Джереми Томас, который на момент создания картины был удостоен премии «Оскар», рассказал, что вдохновило его стать режиссёром: «Я был молод, когда прочитал эту книгу, мне было двадцать с небольшим, и она отложилась у меня в голове, после чего, на момент достижения пятидесятилетия, мне захотелось попробовать снять фильм в качестве подарка для самого себя. Я всегда намеревался сделать это, ещё когда начинал свой путь, будучи монтажёром, и хотя я очень увлекался фильмами других людей, мне не доводилось снимать свои собственные. Таким образом, я поставил данную картину. Она стала личным фильмом, поскольку мне кажется, что было бы здорово снять первую работу по какому-нибудь особому вопросу, важному для каждого из нас, чтобы привнести в фильм направляющую вас идеологию. Поэтому я хотел снять фильм о самой сути этой книги — о простых животных, которых мы каждый день видим в природе. По сути, это противоядие от других фильмов».

## Критика
Лента «Все маленькие животные» получила противоречивые отзывы от кинокритиков. На сайте Rotten Tomatoes её рейтинг «свежести» составляет 65% на основе 23 рецензий. Metacritic, выставляющий оценки на основе среднего арифметического взвешенного, дал фильму 51 балл из 100 на основе 17 рецензий.